# إشتفان بوغنار
إشتفان بوغنار (بالمجرية: Bognár István)‏ هو لاعب كرة قدم مجري، ولد في 6 مايو 1991 في لياج في بلجيكا. لعب مع نادي أويبست ونادي ديوسجوري.

## وصلات خارجية
- إشتفان بوغنار على موقع قاعدة بيانات كرة القدم.إي يو (الإنجليزية)
- إشتفان بوغنار على موقع Soccerway.com (الإنجليزية)
- إشتفان بوغنار على موقع عالم كرة القدم.نت (الإنجليزية)